# Hormisa bivittata
Hormisa bivittata är en fjärilsart som beskrevs av Augustus Radcliffe Grote 1877. Hormisa bivittata ingår i släktet Hormisa och familjen nattflyn. Inga underarter finns listade i Catalogue of Life.